# Taher Elgamal
Taher Elgamal (en arabe, طاهر الجمل ; parfois écrit El Gamal ou ElGamal, mais Elgamal est l'orthographe désormais utilisée par l'intéressé), né le 18 août 1955 au Caire, est un cryptographe égyptien.
Il est l'auteur d'un algorithme de cryptographie à clef publique qui porte son nom et est devenu la base du système DSA standardisé par le NIST.

## Biographie
Taher Elgamal naît en 1955 en Égypte. Il obtient un bachelor of science de l'université du Caire en 1981, puis un master of science et enfin un doctorat de l'université Stanford. En 1985, il publie un article intitulé un cryptosystème à clef publique et un schéma de signature basé sur les logarithmes discrets connu désormais sous le nom d'algorithme ElGamal. De 1995 à 1998, il est directeur scientifique chez Netscape Communications où il devient l'un des principaux promoteurs de SSL. Il est aussi directeur de l'ingénierie chez RSA Security Inc. avant de fonder Securify en 1998 dont il devient le PDG. Il devient président du groupe d'information sur la sécurité de Kroll-O'Gara quand celui-ci acquiert Securify. Lorsque Securify redevient indépendant, Taher Elgamal en devient le directeur technique et membre du directoire.